# مارتن فاهل
مارتن فاهل (1749-1804) (بالإنجليزية: Martin Vahl)‏ هو عالم نبات دانماركي.